# Achija de Silo
אחיה השילוני
Compléments
Contemporain des rois Salomon et Jéroboam Ier
Achija (en hébreu אחיה השילוני (Achija de Silo), « Yah est mon frère ») est un personnage du premier livre des Rois, qui fait partie de la Bible. C'est un prophète hébreu de la tribu de Lévi. Il est originaire de Silo. Dans la Bible, il est appelé Ahias (Vulgate) ou Ahiyya (Bible de Jérusalem)

## Biographie
Achija de Silo vit à l'époque du roi Salomon, à l'encontre duquel il encourage une révolte. Il prédit dans un même temps à Jéroboam son accession au trône.
Son ministère est évoqué dans le Premier livre des Rois de l'Ancien Testament. Deux de ses prophéties y sont mentionnées :
- la séparation entre le royaume d'Israël et le royaume de Juda après le règne de Salomon[3]
- et l'annonce à la femme de Jéroboam de la mort du fils du roi et la destruction de la maison de Jéroboam[4].

Le Deuxième livre des Chroniques évoque également la Prophétie d’Achija de Silo (en) décrivant des actions du roi Salomon. Ces écrits ne sont pas parvenus jusqu'à nous.